# Heterochelus hayeki
Heterochelus hayeki är en skalbaggsart som beskrevs av Kulzer 1960. Heterochelus hayeki ingår i släktet Heterochelus och familjen Melolonthidae. Inga underarter finns listade i Catalogue of Life.